# Denis Law
Denis Law (n. 24 februarie 1940, Aberdeen, Scoția, Regatul Unit – d. 17 ianuarie 2025, Aberdeen, Scoția, Regatul Unit) a fost un fotbalist scoțian. El și-a făcut un nume ca atacant din anii '1950 până în anii '1970.
Cariera de fotbalist a lui Law a început la echipa de liga a doua engleză Huddersfield Town, în 1956. După patru ani petrecuți la Huddersfield, s-a transferat la Manchester City pentru 55.000 de lire sterline, stabilind pe atunci un record în Marea Britanie.. Law a jucat pentru City un singur an, înainte să fie achiziționat de Torino pentru 110.000 de lire sterline, pe atunci un record pentru transferul între un club din Anglia și un club din Italia. Deși a evoluat bine în Italia, s-a adaptat cu greu acolo, și până la urmă a semnat cu Manchester United în 1962, stabilind un nou record de transfer în Marea Britanie, 115.000 de lire sterline.
Denis Law este cunoscut în special pentru cei unsprezece ani petrecuți la Manchester United, unde a înscris 236 de goluri în 409 partide, primind numele de „The King” („Regele”)  și The Lawman („Omul legii”) de la suporterii echipei. Este singurul fotbalist scoțian din istorie care a câștigat prestigiosul premiu Fotbalistul European al Anului, în 1964, și a contribuit la titlurile câștigate de Manchester United în 1965 și 1967. Law a părăsit-o pe United în 1973, semnând pentru un sezon cu Manchester City, și participând apoi cu naționala Scoției la Campionatul Mondial de Fotbal 1974. Law a strâns 55 de selecții în tricoul naționalei, și este la egalitate pe primul loc în ceea ce privește golurile marcate la națională, cu 30 de reușite. Law este al doilea marcator din istoria lui Manchester United, în urma legendarului Bobby Charlton.